# Ciproterona
El acetato de ciproterona es un derivado de la progesterona al que se le conocen propiedades antiandrogénicas. Es el antiandrógeno más empleado en Europa. Posee efecto antagonista del receptor y también actúa como antigonadotrópico merced a su efecto progestacional.

## Mecanismo de acción
El acetato de ciproterona inhibe la unión 
de los andrógenos a los receptores de la glándula sebácea impidiendo
el paso de testosterona a dihidrotestosterona y disminuyendo así
la producción de sebo.

## Indicaciones
Las indicaciones terapéuticas de este fármaco son:
En el hombre:
- Alopecia androgénica.

- Reducción del impulso sexual desviado.

- Tratamiento antiandrogénico en carcinoma inoperable de próstata.

En la mujer:
- Manifestaciones graves de androgenización, por ejemplo, hirsutismo muy intenso (aparición de vello por el cuerpo), alopecia androgénica severa, a menudo acompañada de cuadros de acné o seborrea.

- En combinación con valerato de estradiol, en terapias de substitución hormonal durante la menopausia natural o inducida quirúrgicamente y en mujeres transgénero.

## Efectos adversos
Como todo medicamento presenta unas reacciones adversas, entre las que destacan: 
- Disminución de la actividad y potencia sexual, así como una inhibición de la función gonadal. Estos cambios son reversibles una vez suspendido el tratamiento con el fármaco.

- Inhibición de la espermatogénesis como resultado de sus acciones antiandrogénica y antigonadotrópica. También se recupera en escasos meses tras la discontinuación del tratamiento.

- En varones produce ocasionalmente ginecomastia, que por lo general desaparece al suspender la medicación.

- En mujeres se inhibe la ovulación bajo el tratamiento combinado, de forma que establece una situación de infertilidad.

- El tratamiento con altas dosis del fármaco puede reducir la función corticosuprarrenal.

- Puede observarse lasitud, disminución de la vitalidad y, ocasionalmente, agitación interna pasajera o humor depresivo.

- Es posible que tengan lugar variaciones del peso corporal.

- Datos: Q7381206
- Multimedia: Cyproterone / Q7381206